# Cortex insulaire
Pour les articles homonymes, voir Cortex (homonymie) et Insula (homonymie).
Le cortex insulaire ou insula — terme latin signifiant île — est une partie du cortex cérébral et constitue l'un des lobes du cerveau. Son rôle est encore mal connu mais il est généralement associé aux fonctions limbiques et interviendrait notamment dans le dégoût, la dépendance ou encore la conscience.
Le cortex insulaire est situé au fond du sillon latéral. Sa surface est marquée par cinq gyrus de l'insula : trois gyri courts en avant et deux autres plus longs en arrière. Il est encerclé par le sillon circulaire qui marque la séparation avec les parties operculaires des lobes temporaux, frontaux et pariétaux. L'ensemble du cortex qui le recouvre est appelé opercule et serait notamment impliqué dans la conscience.
Le cortex insulaire est divisé en deux parties : une large insula antérieure et une petite insula postérieure, dans laquelle ont été identifiées plus d'une douzaine d'aires différentes. La partie antérieure du lobe de l'insula, une composante des aires prémotrices, joue un rôle dans la production du langage et sa partie postérieure contient des aires somatosensorielles secondaires intégrant des informations en provenance de différentes modalités.
Le cortex insulaire participe activement à des processus neurobiologiques clés, notamment la régulation émotionnelle, l'intégration homéostatique (équilibre physiologique interne), la conscience corporelle (perception de soi) et les interactions sociales. Ses implications fonctionnelles couvrent ainsi des domaines aussi variés que la perception sensorielle, la coordination motrice, la métacognition (conscience de ses propres états mentaux), l'empathie et la cognition sociale.
Cette multifonctionnalité explique son implication centrale dans plusieurs troubles neuropsychiatriques, notamment les dérégulations émotionnelles (dépression, troubles anxieux), les perturbations de la conscience corporelle (troubles dissociatifs) et les déficits de cognition sociale (certains troubles du spectre autistique).
La dénomination latine du cortex insulaire est lobus insularis. Il est aussi désigné sous le nom insula de Reil (ou île de Reil) en référence au médecin allemand, Johann Christian Reil, qui en donna le premier une description anatomique en 1796.

## Neuroanatomie

### Connexions
L'insula antérieure reçoit une projection directe de la partie basale du noyau ventral médian du thalamus, ainsi que des afférences importantes provenant du noyau central de l'amygdale. De plus, l'insula antérieure, elle-même, projette vers l'amygdale.
Une étude chez le macaque rhésus a révélé d'importantes connexions réciproques (dans les deux sens) entre le cortex insulaire et presque tous les noyaux du complexe de l'amygdale. L'insula postérieure projette majoritairement vers la partie dorsale du noyau latéral et vers le noyau central de l'amygdale. À l'inverse, l'insula antérieure projette vers les aires antérieures de l'amygdale, ainsi que vers les noyaux médian, cortical, accessoire, basal magnocellulaire, médial-basal et latéral de l'amygdale.
L'insula postérieure est reliée réciproquement avec le cortex somatosensoriel secondaire (S2) et reçoit des afférences du noyau ventral postérieur inférieur du thalamus. Des travaux, plus récents montrent que cette région reçoit également des informations du noyau ventromédian du thalamus (plus particulièrement, la partie postérieure de ce noyau) qui serait impliqué dans différentes fonctions émotionnelles ou homéostatiques, telles que la douleur, la régulation de la température, l'irritation, le niveau d'oxygénation local ou encore le sens du toucher.

### Cytoarchitectonie
Le cortex insulaire est constitué d'une structure cellulaire (ou cytoarchitectonie) variable, passant de granulaire dans sa partie postérieure à agranulaire dans sa partie antérieure.

## Fonctions

### Conscience intéroceptive
L'insula antérieure droite joue un rôle clé dans la conscience intéroceptive du corps, notamment dans la perception du rythme cardiaque. De plus, son volume cortical influence la précision avec laquelle on ressent les signaux internes de son organisme. Cette région régule également les variations de pression sanguine, en particulier à l'effort et durant la récupération. Son activité s’intensifie lorsque le cerveau détecte un accroissement de l'effort physique,.
Le cortex insulaire est également impliqué dans l'évaluation de l'intensité d'une douleur. C'est également cette zone qui est activée lorsque la douleur est imaginée, par exemple en regardant des images d’événements douloureux, et penser comme si elle nous était directement infligée. Les individus souffrant du syndrome du colon irritable auraient un traitement anormal de la douleur viscérale au niveau du cortex insulaire, liée à une inhibition de la douleur irrégulière au niveau du cerveau.
Une autre fonction évaluative de l'insula antérieure droite est le degré de chaleur (non-douloureuse) ou de froid (non-douloureux) ressentis au niveau de la peau. De même, la sensation de tension au niveau de l'estomac ou de l'intestin est corrélée avec une activité de cette zone du cerveau,. Le cortex insulaire s'allume également lorsque la vessie est remplie ou stimulée.
Une étude d'imagerie cérébrale suggère également que la gêne respiratoire ressentie subjectivement lors de dyspnée est traitée au niveau de l'insula antérieure droite et de l'amygdale chez l'Homme.
Le cortex cérébral responsable du système vestibulaire se prolonge jusqu'à l'insula, de petites lésions du cortex insulaire antérieure étant capables de faire perdre le sens de l'équilibre ou de provoquer le vertige.
L'insula est également activée pour d'autres perceptions non-intéroceptives, comme l'écoute passive de musique, le rire ou les pleurs, l'empathie et la compassion, et enfin le langage.

### Commande et régulation motrices
Le cortex insulaire contribue à la commande motrice des mouvements des mains et des yeux,, à la régulation de la déglutition ou encore à la motilité gastrique. Il intervient également dans l'articulation du langage,  et a été identifié comme un « centre de commande » modulant l'augmentation du rythme cardiaque et de la pression sanguine lors d'un effort physique. Certaines recherches lui attribuent un rôle dans la production de phrases complexes ainsi que dans des mécanismes d'apprentissage moteur.

### Homéostasie
Le cortex insulaire contribue à l'homéostasie, c'est-à-dire au maintien de l’équilibre physiologique, en modulant finement les systèmes nerveux sympathique et parasympathique,. Il intervient aussi dans la régulation immunitaire, en assurant une réponse adaptée aux défis métaboliques et inflammatoires,,.

### Conscience corporelle
Des recherches ont également établi le rôle de cette structure dans la conscience corporelle (délimitation du schéma corporel),, et le sentiment d'agentivité (la perception d'être à l'origine de ses propres actions).

### Émotions sociales
L'insula antérieure est responsable du sentiment de dégout, que ce soit par les odeurs ou par la vue d'une mutilation ou d'une infection, et ce même lorsque l'expérience est imaginée. Ce mécanisme, ressemblant à celui supporté par les neurones miroirs fait donc le lien entre l'expérience intérieure et extérieure.
L'insula est également impliqué dans les comportements sociaux, notamment pour le sentiment de violation d'une norme, les processus émotionnels, l'empathie ou encore l'orgasme.

## Évolution
Le cortex insulaire est considéré comme un lobe à part entière du télencéphale par plusieurs neuroanatomistes. Néanmoins, d'autres sources le placent comme une partie du lobe temporal. Il est même parfois rattaché aux structures limbiques, au sein d'un lobe limbique.
En tant que cortex paralimbique, le cortex insulaire est considéré comme une structure relativement ancienne à l'échelle de l'évolution. Il participe à de nombreuses fonctions primordiales pour la survie, telles que la perception gustative, l'intéroception (sensations viscérales) ou la régulation autonome de l'homéostasie. Mais plusieurs études tendent à montrer qu'en plus de ces fonctions conservées, l'insula pourrait jouer un rôle dans certaines fonctions « évoluées » présentes seulement chez l'humain et les autres grands singes. Il a été montré que l'insula antérieure contient une population de neurones appelés « neurones fusiformes » (spindle neurons). Ces neurones sont également présents au niveau du cortex cingulaire antérieur, une autre région très spécialisée chez les grands singes. Ces neurones sont présents en plus grande densité au niveau du cortex insulaire droit. Il a été supposé que ces neurones seraient impliqués dans des processus cognitifs/émotionnels chez les grands singes, comme l'empathie ou les émotions liées à la conscience du soi. Cette hypothèse est renforcée par des résultats d'imagerie fonctionnelle supportant un lien entre l'activité de l'insula antérieure droite avec la sensation de sentir son propre cœur battre ou encore de ressentir de l'empathie pour la douleur de quelqu'un. Cette fonction pourrait être liée au rôle de l'insula dans la prise de conscience des informations homéostatique.

## Pathologies

### Trouble de la personnalité narcissique
Une équipe de neurologues et de psychiatres ont étudié (grâce aux IRM) les implications possibles du cortex insulaire dans les manifestations comportementales de certains troubles de la personnalité : narcissique et borderline. Les résultats révèlent qu'il existe un manque de substance grise au niveau du cortex insulaire, plutôt qu'une absence totale de substance grise. Cette zone du cerveau étant impliquée dans les phénomènes d'empathie et de perception de la douleur, cela pourrait expliquer l'origine des difficultés que ces personnalités ont à se mettre à la place d'autrui.

### Aphasie non fluente progressive
L'aphasie non fluente progressive (ANFP) est une détérioration du langage empêchant un individu de communiquer correctement, tout en conservant la capacité de comprendre les mots séparément et ses autres capacités cognitives. Elle est retrouvée dans de nombreuses pathologies neurodégénératives comme la maladie de Pick, la dégénérescence corticobasale, la dégénérescence lobaire frontotemporale ou encore la maladie d'Alzheimer. Elle est associée à un hypométabolisme et une atrophie du cortex insulaire antérieur gauche.

### Dépendance
De nombreuses études en imagerie fonctionnelle ont montré que le cortex insulaire était activé lorsque les toxicomanes sont exposés à des facteurs environnementaux déclenchant leur besoin de consommation. Cela a été montré pour de nombreuses drogues, comme la cocaïne, l'alcool, les opiacés et la nicotine. Néanmoins, cette implication reste négligée par la littérature sur l'addiction, principalement car l'insula n'est pas une cible directe connue du système mésotélencéphalique dopaminergique qui est le centre de la théorie du rôle du système de récompense dopaminergique dans la dépendance.[réf. souhaitée]
De récentes recherches ont montré que les fumeurs de cigarette qui ont subi un dommage au niveau de l'insula, par exemple à la suite d'un AVC, perdent pratiquement toute leur dépendance, néanmoins, la durée entre le traumatisme et l'étude étant d'en moyenne huit ans, les auteurs reconnaissent qu'un biais est possible.
Ils ont ainsi pu montrer que ces individus étaient 136 fois plus susceptibles de perdre leur addiction à la cigarette que les fumeurs touchés au niveau d'autres aires cérébrales. Les individus ont ainsi rapporté avoir quitté avec grande facilité, un jour seulement après la lésion, avec une très faible envie de rechute. Cela suggère que le cortex insulaire jouerait un rôle significatif dans le mécanisme neurologique des phénomènes d'addiction à la nicotine ou  aux autres drogues, et en fait une cible d’intérêt pour le développement de nouveaux médicaments anti-addiction. Une autre possibilité évoquée est que les fonctions cognitives supportées par le cortex insulaire, comme la conscience, pourraient jouer un rôle majeur dans le maintien des addictions, même si cette hypothèse est délaissée par la littérature actuelle. Une étude de 2007 chez le rat semble corroborer ces découvertes en montrant qu'une inactivation réversible de l'insula désactive le conditionnement de localisation lié à la consommation d'amphétamine, un des modèles rongeurs de la dépendance aux drogues. Néanmoins, lors de cette étude, le placement conditionnel a été testé immédiatement après l'injection d'amphétamine, ce qui suggère que ce serait l'effet intéroceptif plaisant et immédiat de l'administration d'amphétamine, plutôt que l'effet tardif du manque d'amphétamine qui serait représenté dans l'insula.

### Autres conditions
Le cortex insulaire pourrait jouer un rôle dans les troubles de l'anxiété et certains troubles émotionnels.